# Mansion House metróállomás
A Mansion House a londoni metró egyik állomása az 1-es zónában, a Circle line és a District line érinti.

## Története
Az állomást 1871. július 3-án adták át a Metropolitan District Railway részeként. 1949-től a Circle line is érinti.

## Forgalom
| Járat | Útvonal | Gyakoriság       |
| ----- | --- | ---------------- |
|       | Hammersmith – Goldhawk Road – Shepherd’s Bush Market – Wood Lane – Latimer Road – Ladbroke Grove – Westbourne Park – Royal Oak – Paddington – Edgware Road – Baker Street – Great Portland Street – Euston Square – King’s Cross St. Pancras – Farringdon – Barbican – Moorgate – Liverpool Street – Aldgate – Tower Hill – Monument – Cannon Street – Mansion House – Blackfriars – Temple – Embankment – Westminster – St. James’s Park – Victoria – Sloane Square – South Kensington – Gloucester Road – High Street Kensington – Notting Hill Gate – Bayswater – Paddington – Edgware Road | 10-15 percenként |
|       | Upminster – Upminster Bridge – Hornchurch – Elm Park – Dagenham East – Dagenham Heathway – Becontree – Upney – Barking – East Ham – Upton Park – Plaistow – West Ham – Bromley-by-Bow – Bow Road – Mile End – Stepney Green – Whitechapel – Aldgate East – Tower Hill – Monument – Cannon Street – Mansion House – Blackfriars – Temple – Embankment – Westminster – St. James’s Park – Victoria – Sloane Square – South Kensington – Gloucester Road – Earl’s Court (– tovább Wimbledon, Richmond, Kensington (Olympia) és Ealing Broadway felé)                                              | 2-3 percenként   |

## Átszállási kapcsolatok
| Állomás       | Átszállási kapcsolatok               |
| ------------- | ------------------------------------ |
| Mansion House | Helyi buszok (Mansion House Station) |

## Fordítás
- Ez a szócikk részben vagy egészben  a   Mansion House tube station című angol Wikipédia-szócikk fordításán alapul.  Az eredeti cikk szerkesztőit annak laptörténete sorolja fel. Ez a jelzés csupán a megfogalmazás eredetét és a szerzői jogokat jelzi, nem szolgál a cikkben szereplő információk forrásmegjelöléseként.